# Narboneta
Narboneta – gmina w Hiszpanii, w prowincji Cuenca, w Kastylii-La Mancha, o powierzchni 34,95 km². W 2011 roku gmina liczyła 55 mieszkańców.